# Niamey 2000
Niamey 2000 ist ein Stadtviertel (französisch: quartier) im Arrondissement Niamey IV der Stadt Niamey in Niger.

## Geographie
Niamey 2000 befindet sich im Osten des urbanen Gemeindegebiets von Niamey. Die angrenzenden Stadtviertel sind Saga Fandou im Norden und Sary Koubou im Süden. Weiter im Osten, im ländlichen Gemeindegebiet, befinden sich die Weiler Fandoga und Fandora. Westlich von Niamey 2000 erstreckt sich der Grüngürtel von Niamey. Das Stadtviertel liegt wie der gesamte Nordosten von Niamey in einem Tafelland mit einer weniger als 2,5 Meter tiefen Sandschicht, wodurch nur eine begrenzte Einsickerung möglich ist. Bei starken Regenfällen steht das Wasser in den Straßen und kann nicht abfließen.

## Geschichte
Niamey 2000 wurde Ende der 1990er Jahre als Modell-Stadtviertel für das neue Jahrtausend gegründet. Im gitterartigen Netz breiter Straßen wurden Freiräume für Schulen und Parks eingeplant. Die weitere Entwicklung der Infrastruktur verlief schleppend. Das Architekturbüro United4Design (Yasaman Esmaili, Elizabeth Golden, Mariam Kamara und Philip Sträter) realisierte 2016 im Stadtviertel die gleichnamige Wohnhausanlage Niamey 2000, deren neo-traditionelle Architektur international Beachtung fand.

## Bevölkerung
Bei der Volkszählung 2012 hatte das Stadtviertel 7210 Einwohner, die in 1158 Haushalten lebten.

## Infrastruktur
Der Wasserbehälter R12 in Niamey 2000 hat ein Fassungsvermögen von 2000 Kubikmetern. Er wurde im Jahr 2013 eröffnet und versorgt die Stadtviertel Niamey 2000, Bobiel, Cité Député, Dan Zama Koira, Saga Fandou und Sary Koubou mit Trinkwasser.